# Kim van Kooten
Pour les articles homonymes, voir Kooten.
Kim van Kooten, née le 26 janvier 1974 à Purmerend (Hollande-Septentrionale) est une actrice, scénariste et écrivaine néerlandaise.

## Vie privée
Depuis 2003, elle est mariée avec l'acteur néerlandais Jacob Derwig.

## Filmographie

### Actrice
- 1995 : Petite Sœur (Zusje) : Daantje
- 1996 : Red Rain
- 1998 : Hoertje en haar broertje, Een : Elena
- 1999 : Jezus is een Palestijn : Natasja
- 2000 : Mariken : Isabella
- 2000 : Belager, De (TV) : Nikki Witte
- 2001 : Nacht van Aalbers, De (TV) : Barbara van Dalen
- 2001 : Acteurs, De (série TV) : Ellie (unknown episodes)
- 2001 : Olivetti 82
- 2001 : Miaou (Minoes) : Leentje (voix)
- 2002 : Snapshots : Betty
- 2002 : Bella Bettien : Monique
- 2003 : Phileine zegt sorry : Phileine
- 2004 : Milan en de zielen (TV) : Yvonne
- 2006 : Evelien (série TV) : Evelien van Brakem
- 2011 : Alfie le petit loup-garou (Dolfje Weerwolfje) : Moeder Vriends
- 2021: De zitting'' (TV) (Affaire sensible) : Amanda Richter

### Scénariste
- 1994 : Nighthawks
- 1996 : Blind Date
- 2000 : Mariken
- 2001 : Met grote blijdschap

## Littérature
- Lieveling, 2015

- traduit en français sous le titre Petit cœur par Isabelle Rosselin-Bobulesco, Paris, Éditions Calmann-Lévy, 2018, 384 p.  (ISBN 978-2-7021-6198-2)